# Badminton 1915
1915 kam im Badminton der Spielbetrieb durch den Ersten Weltkrieg nahezu vollständig zum Erliegen.

## Geboren
- Cecil Craske (* 6. März 1915), australischer Badmintonspieler[1]
- Gerd Langholen (* 24. Mai 1915), norwegischer Badmintonspieler, auch bekannt als Gerd Rønne
- Margaret Hawksworth (* 6. Juni 1915), neuseeländische Badmintonspielerin
- Daphne Young (* 14. Juni 1915), englische Badmintonspielerin
- Johan Elgaaen (* 22. September 1915), norwegischer Badmintonspieler
- Wee Kim Wee (* 4. November 1915), singapurischer Politiker und Badmintonfunktionär